# Hieracium hypochoeroides
Hieracium hypochoeroides — вид квіткових рослин з родини айстрових (Asteraceae). Вид зростає в Європі від Ірландії до Болгарії; це багаторічна рослина.

## Середовище
Вид населяє місця з низьким вмістом поживних речовин та конкуренцією, такі як кар'єри, гравійні та глиняні кар'єри. Hieracium hypochoeroides також можна знайти на узбіччях доріг, лісових галявинах та вапнякових схилах, а також у відкритих соснових лісах. Цей вид є напівсвітлолюбною рослиною помірного і теплого клімату. Не росте на засолених ґрунтах.

## Морфологічна характеристика
Розеткові рослини заввишки 15-25 см мають стеблове листя з яйцювато-еліптичними, помірно запушеними листовими пластинками. Одна з найпоширеніших форм цього виду часто має два суцвіття, але зрідка особини утворюють лише одну голову. Однак це стосується не всіх підвидів.